# Parque Nacional da Amazônia
Parque Nacional da Amazônia (franska: Foret amazonienne) är en nationalpark i Brasilien. Den ligger i den centrala delen av landet, 1 600 km nordväst om huvudstaden Brasília. Parque Nacional da Amazônia ligger 81 meter över havet.
Terrängen runt Parque Nacional da Amazônia är huvudsakligen platt. Parque Nacional da Amazônia ligger nere i en dal. Trakten runt Parque Nacional da Amazônia är nära nog obefolkad, med mindre än två invånare per kvadratkilometer.. Det finns inga samhällen i närheten.
I omgivningarna runt Parque Nacional da Amazônia växer i huvudsak städsegrön lövskog. Tropiskt monsunklimat råder i trakten. Årsmedeltemperaturen i trakten är 23 °C. Den varmaste månaden är november, då medeltemperaturen är 24 °C, och den kallaste är april, med 22 °C. Genomsnittlig årsnederbörd är 3 214 millimeter. Den regnigaste månaden är februari, med i genomsnitt 462 mm nederbörd, och den torraste är september, med 86 mm nederbörd.